# クリスティーヌ・ボワッソン
クリスティーヌ・ボワッソン（Christine Boisson、1956年4月8日 - 2024年10月21日）は、フランスの女優。
2024年10月21日、パリで肺病により死去。68歳没。

## 出演作品
- 国家の密謀
- シャレード
- 背徳私小説
- 甘い嘘（クレマンス）
- メランコリー
- 夏の月夜は御用心
- 冷血／憑かれた詐欺士
- デ・ジャ・ヴュ
- 殺しの封印
- 自由、夜
- ある女の存在証明
- 危険な戯れ
- エマニエル夫人（マリアンジェ）